# Уява
Уя́ва — конструктивне, хоча не обов'язково творче вживання минулого чуттєвого досвіду, оживленого як образи в даному досвіді на ідейному рівні, яке у своїй сукупності не є відтворенням минулого пережиття, але новим формуванням матеріалу, що походить з минулого досвіду.
Уява — це психічний процес створення людиною нових образів на основі її попереднього досвіду.
Уява — уявлення, при відсутності реального предмета, або необґрунтоване припущення, або діяльність, що породжує дане уявлення чи припущення.

## Особливості
Індивідуальні особливості надають уяві індивідуальну своєрідність. Чим багатший досвід людини, чим розвинутіші інтереси і потреби, тим багатшою і різноманітнішою є уява. Тому стверджують про широку і вузьку, багату і збіднену фантазію людини. Так, в уяві художника переважають образи кольорів і форм, а в уяві конструктора — зорові образи, що виражають геометричне відношення. Від емоційності конкретної людини залежить сила, динамічність і яскравість уяви. До створення нових образів людину спонукають різноманітні потреби, що постійно породжують діяльність, розвитком знань, ускладненням суспільних умов життя, необхідністю прогнозувати майбутнє.

## Види («техніки») уяви
Активна (довільна) уява — послідовність фантазій, викликаних за допомогою довільної концентрації. (К.Юнг)

Пасивна (мимовільна) уява — послідовність фантазій, викликана мимовільними процесами психіки.

Продуктивна уява — в рамках цього виду уяви дійсність свідомо конструюється людиною, а не просто механічно копіюється чи відтворюється.

Репродуктивна уява — при використанні цього виду уяви постає завдання відтворити реальність в тому вигляді, в якому вона реально існує.

Конкретна уява — уява, при реалізації якої, здійснюється оперування конкретними образами реальної дійсності.

Абстрактна уява — уява, при реалізації якої, здійснюється оперування абстрактними образами.

## Форми
- аглютинація — поєднання нез'єднуваних у реальності якостей, властивостей або частин предметів, ця форма уяви використовувалася та й і використовується у створенні казкових, міфічних героїв. Наприклад, змій з трьома головами, пегас та ін.;
- гіперболізація — перебільшення об'єкта та його частин;
- літота — применшення об'єкта та його частин;
- схематизація — згладжування відмінностей між предметами та виявлення подібності між ними;
- загострення — підкреслення певних ознак об'єкта;
- типізація — виділення сутнісного в межах однорідних явищ, та його втілення в конкретному або абстрактному образі
- акцентування — підкреслювання певних рис явища, яке перетворює його загальний вид. Воно повинно виділяти характерне, суттєве, істотне.

## Функції
1. представляти дійсність в образах і мати можливість користуватися ними, вирішуючи різні завдання. Ця функція уяви пов'язана з мисленням і органічно в нього включена.
2. регулювання емоційних станів. За допомогою уяви людина здатна хоча б частково задовольняти багато потреб, знімати породжену ними напруженість. Дана життєво-важлива функції особливо підкреслюється і розробляється психоаналітичним напрямом зарубіжної психологічної науки.
3. участь в управлінні іншими психічними і фізіологічними процесами, зокрема волею, увагою, пам'яттю, мовою, переживаннями. За допомогою штучно створюваних образів людина може звертати увагу на потрібні події і процеси. За допомогою образів він дістає можливість управляти сприйняттям, спогадами, висловами тощо.
4. формування внутрішнього плану дій — здібності виконувати їх в думці, маніпулюючи образами.
5. планування і програмування діяльності, складання визначених програм, оцінка їх правильності, процесу реалізації.